# Neersville
Neersville ist ein gemeindefreies Gebiet im Nordwesten von Loudoun County, Virginia, USA. Es befindet sich in der Between-the-Hills-Region des Loudoun Valley an der Harpers Ferry Road (Virginia Secondary Route 671) am Fuße des Short Hill Mountain. Es ist als Geburtsort von John Mobberly, der als konföderierter Guerillakämpfer aktiv war, bekannt geworden.
Neersville leitet seinen Namen von den Brüdern Conrad und William Neer ab, die als erste das Land um das heutige Neersville herum pachteten und in den 1770er Jahren besaßen. Der Ort begann 1834 mit den Gebieten der Farmen zu verschmelzen, als die lutherische Kirche einen halben Morgen Land erhielt, auf dem sie 1835 die St. Paul’s Church errichtete. 1839 errichtete die US Post im Ort, den sie Neersville taufte, eine Filiale, die bis 1907 bestand.
Das Dorf florierte in den Jahren vor dem amerikanischen Bürgerkrieg weiter und hatte bis 1850 zwei Mühlen, ein Sägewerk und eine Schrotfabrik. Aufgrund des begrenzten Wasserzuflusses vom Piney Run konnte jedoch nur eine Mühle gleichzeitig betrieben werden.
Der Ort litt während des Bürgerkriegs, hauptsächlich durch den Brand der Brücke über den Potomac River, die den isolierten Ort über die Baltimore and Ohio Railroad und den Chesapeake and Ohio Canal mit Harpers Ferry und der Außenwelt verband. Obwohl der Ort während des amerikanischen Bürgerkrieges von beiden Armeen besetzt war, fanden dort keine wirklichen Kämpfe statt.
Nach dem Konflikt begann das Dorf wieder zu gedeihen, insbesondere nach der Eröffnung der Sagle Road, die von der Harpers Ferry Road über den Ort zum Charles Town Pike (heute Rt. 9) östlich von Keyes Gap und nach der Eröffnung führte die Nathaniel Prince Road, die vom Ort nach Osten über den Short Hill führte und das Dorf mit Lovettsville verband. 1885 hatte der Ort sogar eine Schule.
Im 20. Jahrhundert schrumpfte die Einwohnerzahl von Neersville, die Schule wurde 1930 geschlossen, der Gemischtwarenladen schloss 1956. Im Oktober 1970 schloss auch die St. Paul’s Church ihre Pforten.
Neersville hat eine Freiwillige Feuerwehr. Der Ort wird einmal im Monat von einer mobilen Büchereilastkraftwagen der Bibliothek des Loundon County angesteuert.
Die Nathaniel Prince Road wurde nicht in das Straßensystem des Loundon County eingegliedert und wurde daher nie für den Autoverkehr begradigt und instand gehalten, wodurch Neersville von Lovettsville abgeschnitten wurde.